# Прима Артем Андрійович
Артем Андрійович Прима (нар. 30 травня 1987) — український біатлоніст, чемпіон Європи. Молодший брат українського біатлоніста Романа Прими.
Триразовий чемпіон зимової Універсіади 2011, чотириразовий чемпіон і багаторазовий призер чемпіонатів Європи. Дворазовий призер етапів Кубка світу в естафетах.

## Біографія
Займається біатлоном з 2002 року. З 2006 року брав участь в міжнародних змаганнях серед юніорів, став бронзовим призером чемпіонату Європи серед юніорів 2008 року в естафеті, а в особистих дисциплінах кращий результат — 15-е місце на тому ж турнірі.
У 2011 він став триразовим чемпіоном Універсіади, вигравши спринтерську гонку, гонку із масовим стартом та змішану естафетну гонку в складі збірної України. На чемпіонаті Європи 2011 у Ріднау-валь-Ріданна, Італія, виграв індивідуальну гонку на 20 км., також двічі був чемпіоном Європи у естафетах. З сезону 2009/10 брав участь в Кубку IBU.
В Кубку світу дебютував в сезоні 2009/10 року, в спринті на етапі в Рупольдінгу, де зайняв 41-е місце. У сезоні 2010/11 набрав свої перші очки в цьому турнірі. Кращий результат в особистих гонках — п'яте місце в спринті на етапі в Обергофі в сезоні 2013/14. Кращий результат в загальному заліку — 23-е місце в сезоні 2019/20.
Неодноразово брав участь в чемпіонатах світу, кращий результат — 20-е місце в масстарті (2020) і п'яте місце в змішаній естафеті (2020). Учасник Олімпіади-2014 в Сочі і Олімпіади-2018 в Пхьончхані.
Перший подіум на етапах Кубка світу здобув 10 березня 2018 року в фінському Контіолахті в змішаній естафеті разом з Анастасією Меркушиною, Вітою Семеренко і Дмитром Підручним.
Срібний призер естафети Кубка світу-2020 у чеському Нове Место. Команда виступала у складі: Артем Прима, Руслан Ткаленко, Сергій Семенов і Дмитро Підручний.
30 січня 2021 року здобув золото чемпіонату Європи у чоловічій гонці переслідування в Душники-Здруй, Польща.
Його старший брат Роман Прима також був професійним біатлоністом, згодом став тренером.

## Виступи на Олімпійських іграх
| Змагання                                      | Індивідуальна | Спринт | Переслідування | Масстарт | Естафета | Змішана естафета |
| --------------------------------------------- | ------------- | ------ | -------------- | -------- | -------- | ---------------- |
| XXII Зимові Олімпійські ігри 2014, Сочі       | 80            | 32     | 44             | —        | 9        | —                |
| XXIII Зимові Олімпійські ігри 2018, Пхьончхан | 46            | 40     | 38             | —        | 9        | 7                |
| XXIV Зимові Олімпійські ігри 2022, Пекін      | 37            | 15     | 18             | 28       | 9        | 13               |

З сезону 2012 результати зимових Олімпійських ігор не зараховуються до загального заліку Кубку світу.

## Виступи на чемпіонатах світу
| Рік  | Місце проведення       | Інд | Спр | Пр | МС | Ест | ЗМ |
| ---- | ---------------------- | --- | --- | -- | -- | --- | -- |
| 2011 | Ханти-Мансійськ, Росія | 25  |     |    |    |     |    |
| 2012 | Рупольдінг, Німеччина  | 24  | 35  | 44 |    | 8   |    |
| 2013 | Нове Место, Чехія      | 47  | 41  | 36 |    | DSQ |    |
| 2015 | Контіолахті, Фінляндія | 34  | 62  |    |    |     |    |
| 2016 | Осло, Норвегія         |     | 22  | 32 |    |     |    |
| 2017 | Гохфільцен, Австрія    |     |     |    |    | 6   |    |
| 2019 | Естерсунд, Швеція      |     |     |    |    | 12  | 7  |
| 2020 | Антерсельва, Італія    | 36  | 25  | 24 | 20 | 12  | 5  |
| 2021 | Поклюка, Словенія      | 9   | 20  | 8  | 21 | 5   | 4  |

### Виступи на юніорських чемпіонатах світу
| Рік  | Місце проведення      | Інд | Спр | Пр | МС | Ест | ЗМ |
| ---- | --------------------- | --- | --- | -- | -- | --- | -- |
| 2007 | Валь-Мартелло, Італія | 37  | 5   | 20 | —  | 5   |    |

## Виступи на чемпіонатах Європи
| Рік   | Місце проведення                                | Інд | Спр | Пр  | Ест  | ЗМ | СС |
| 2008* | Нове Место-на-Мораві, Чехія                     | 38  | 16  | 16  | 3    | —  | —  |
| 2009  | Уфа, Росія                                      | 5   | 35  | 25  | 4    | —  | —  |
| 2010  | Отепя, Естонія                                  | 14  | 22  | 16  | 4    | —  | —  |
| 2011  | Ріднау-Валь-Ріданна, Італія                     | 1   | —   | —   | 8    | —  | —  |
| 2012  | Брезно-Осрбліє, Словаччина                      | 2   | 2   | 4   | 5    | —  | —  |
| 2013  | Бансько, Болгарія                               | 15  | 3   | 4   | Відм | —  | —  |
| 2015  | Отепя, Естонія Чемпіонат Європи з біатлону 2013 | 18  | 12  | DNS | 2    | —  | —  |
| 2018  | Ріднау-Валь-Ріданна, Італія                     | DNS | 5   | 12  | —    | 1  | —  |
| 2019  | Раубичі, Білорусь                               | 33  | 26  | 27  | —    | 7  | —  |
| 2020  | Раубичі, Білорусь                               | —   | —   | —   | —    | 1  | 23 |
| 2021  | Душники-Здруй,Польща                            | 6   | 6   | 1   | —    | 3  | —  |

[*] — юніорські змагання
У липні 2020 року Артему Примі, а також Дмитру Підручному, Артему Тищенку та Сергію Семенову вручили золоті медалі Чемпіонату Європи-2015 через допінг, який знайшли у російського біатлоніста, команда якого посіла перше місце. Таким чином, Артем Прима є чемпіоном Європи за 2015 рік в естафеті 4х7,5 км.

## Виступи на Кубку світу

### Місця в кубках світу
| Сезон   | Індивідуальна | Спринт | Переслідування | Масстарт | Загальний залік |
| ------- | ------------- | ------ | -------------- | -------- | --------------- |
| 2010–11 | 56            | 70     | —              | —        | 74              |
| 2011–12 | 36            | 39     | 79             | 47       | 46              |
| 2012–13 | 52            | 56     | 66             | —        | 58              |
| 2013–14 | —             | 47     | 73             | 42       | 55              |
| 2014–15 | 55            | 49     | 51             | —        | 53              |
| 2015–16 | 43            | 42     | 44             | 37       | 42              |
| 2016–17 | —             | 38     | 28             | —        | 37              |
| 2017–18 | 21            | 55     | 41             | —        | 45              |
| 2018–19 | 49            | 34     | 36             | 33       | 35              |
| 2019–20 | 32            | 25     | 18             | 25       | 23              |
| 2020–21 | 18            | 38     | 32             | 36       | 33              |

### Подіуми на етапах кубків світу
| Сезон   | Місце проведення       | Змагання         | Результат |
| ------- | ---------------------- | ---------------- | --------- |
| 2017-18 | Контіолахті, Фінляндія | Змішана естафета | 2         |
| 2019-20 | Нове Место, Чехія      | Естафета         | 2         |

### Статистика виступів у Кубку світу
| 2020–2021 | Контіолахті | Контіолахті | Контіолахті | Контіолахті | Контіолахті | Гохфільцен | Гохфільцен | Гохфільцен | Гохфільцен | Гохфільцен | Гохфільцен | Обергоф | Обергоф | Обергоф | Обергоф | Обергоф | Обергоф | Антерсельва | Антерсельва | Антерсельва | ЧС Поклюка | ЧС Поклюка | ЧС Поклюка | ЧС Поклюка | ЧС Поклюка | ЧС Поклюка | Нове Место | Нове Место | Нове Место | Нове Место | Нове Место | Нове Место | Естерсунд | Естерсунд | Естерсунд | Підсумки | Підсумки |
| 2020–2021 | Інд         | Спр         | Спр         | Пр          | Ест         | Спр        | Пр         | Ест        | Спр        | Пр         | МС         | Спр     | Пр      | ЗМ      | Спр     | Ест     | МС      | Інд         | Ест         | МС          | ЗМ         | Спр        | Пр         | Інд        | Ест        | МС         | Ест        | Спр        | Пр         | Спр        | Пр         | ЗМ         | Спр       | Пр        | МС        | Очок     | Місце    |
| 2020–2021 | 27          | 59          | 20          | 26          | 10          | 30         | 43         | 13         | 39         | 39         | —          | 30      | 30      | 10      | 48      | 6       | —       | 23          | 8           | —           | 4          | 20         | 8          | 9          | 5          | 21         | —          | 44         | —          | 43         | —          | 5          | 83        | —         | —         | —        | —        |

| 2019–2020 | Остерсунд | Остерсунд | Остерсунд | Остерсунд | Гохфільцен | Гохфільцен | Гохфільцен | Аннесі | Аннесі | Аннесі | Обергоф | Обергоф | Обергоф | Рупольдінг | Рупольдінг | Рупольдінг | Поклюка | Поклюка | Поклюка | ЧМ Антерсельва | ЧМ Антерсельва | ЧМ Антерсельва | ЧМ Антерсельва | ЧМ Антерсельва | ЧМ Антерсельва | ЧМ Антерсельва | Нове Место | Нове Место | Нове Место | Контіолахті | Контіолахті | Підсумки | Підсумки |
| 2019–2020 | ЗМ        | Спр       | Інд       | Ест       | Спр        | Ест        | Пр         | Спр    | Пр     | МС     | Спр     | МС      | Ест     | Спр        | Ест        | Пр         | ЗМ      | Інд     | МС      | ЗМ             | Спр            | Пр             | Інд            | ОЗМ            | Ест            | МС             | Спр        | Ест        | МС         | Спр         | Пр          | Очок     | Місце    |
| 2019–2020 | 15        | 35        | 38        | 6         | 60         | 11         | 51         | 34     | 27     | —      | 15      | 24      | 10      | 8          | 8          | 11         | DSQ     | 18      | 29      | 5              | 25             | 24             | 36             | —              | 12             | 20             | 49         | 2          | 11         | 22          | 17          | 293      | 23       |

| 2018–2019 | Поклюка | Поклюка | Поклюка | Поклюка | Гохфільцен | Гохфільцен | Гохфільцен | Нове Место | Нове Место | Нове Место | Обергоф | Обергоф | Обергоф | Рупольдінг | Рупольдінг | Рупольдінг | Антерсельва | Антерсельва | Антерсельва | Кенмор | Кенмор | Солджер Голлов | Солджер Голлов | Солджер Голлов | ЧС Остерсунд | ЧС Остерсунд | ЧС Остерсунд | ЧС Остерсунд | ЧС Остерсунд | ЧС Остерсунд | Гольменколлен | Гольменколлен | Гольменколлен | Підсумки | Підсумки | Підсумки |
| 2018–2019 | ЗМ      | Інд     | Спр     | Пр      | Спр        | Пр         | Ест        | Спр        | Пр         | МС         | Спр     | Пр      | Ест     | Спр        | Ест        | МС         | Спр         | Пр          | МС          | Інд    | Ест    | Спр            | Пр             | ЗМ             | ЗМ           | Спр          | Пр           | Інд          | Ест          | МС           | Спр           | Пр            | МС            | Очок     | Місце    |          |
| 2018–2019 | 9       | 21      | 13      | 11      | 26         | 46         | 16         | 34         | 34         | 27         | 48      | DNF     | 22      | 45         | 7          | —          | 11          | 26          | 19          | —      | 7      | —              | —              | —              | 15           | 35           | DNS          | 38           | 6            | —            | 40            | 49            | —             | 183      | 35       |          |

| 2017–2018 | Естерсунд | Естерсунд | Естерсунд | Естерсунд | Естерсунд | Гохфільцен | Гохфільцен | Гохфільцен | Аннесі | Аннесі | Аннесі | Обергоф | Обергоф | Обергоф | Рупольдінг | Рупольдінг | Рупольдінг | Антгольц | Антгольц | Антгольц | ОІ Пхьончхан (*) | ОІ Пхьончхан (*) | ОІ Пхьончхан (*) | ОІ Пхьончхан (*) | ОІ Пхьончхан (*) | ОІ Пхьончхан (*) | Контіолахті | Контіолахті | Контіолахті | Контіолахті | Гольменколен | Гольменколен | Гольменколен | Тюмень | Тюмень | Тюмень | Підсумки | Підсумки | Підсумки |
| 2017–2018 | ОЗМ       | ЗМ        | Інд       | Спр       | Пр        | Спр        | Пр         | Ест        | Спр    | Пр     | МС     | Спр     | Пр      | МС      | Інд        | Ест        | МС         | Спр      | Пр       | МС       | Спр              | Пр               | Інд              | МС               | ЗМ               | Ест              | Спр         | ОЗМ         | ЗМ          | МС          | Спр          | Пр           | Ест          | Спр    | Пр     | МС     | Очок     | Місце    |          |
| 2017–2018 | —         | 10        | 23        | 50        | 24        | —          | —          | 6          | —      | —      | —      | 16      | 25      | 11      | 26         | 15         | —          | 83       | —        | —        | 40               | 38               | 46               | —                | 7                | 9                | 56          | —           | 2           | —           | 33           | 26           | 12           | —      | —      | —      | 114      | 45       |          |

| 2016–2017 | Естерсунд | Естерсунд | Естерсунд | Естерсунд | Естерсунд | Поклюка | Поклюка | Поклюка | Нове Место | Нове Место | Нове Место | Обергоф | Обергоф | Обергоф | Рупольдінг | Рупольдінг | Рупольдінг | Антерсельва | Антерсельва | Антерсельва | ЧС Гохфільцен | ЧС Гохфільцен | ЧС Гохфільцен | ЧС Гохфільцен | ЧС Гохфільцен | ЧС Гохфільцен | Пхьончхан | Пхьончхан | Пхьончхан | Контіолахті | Контіолахті | Контіолахті | Контіолахті | Гольменколен | Гольменколен | Гольменколен | Підсумки | Підсумки | Підсумки |
| 2016–2017 | ОЗМ       | ЗМ        | Інд       | Спр       | Пр        | Спр     | Пр      | Ест     | Спр        | Пр         | МС         | Спр     | Пр      | МС      | Ест        | Спр        | Пр         | Інд         | Ест         | МС          | ЗМ            | Спр           | Пр            | Інд           | Ест           | МС            | Спр       | Пр        | Ест       | Спр         | Пр          | ОЗМ         | ЗМ          | Спр          | Пр           | МС           | Очок     | Місце    |          |
| 2016–2017 | —         | 10        | 59        | 20        | 24        | 39      | 23      | 4       | 23         | 27         | —          | 57      | 9       | —       | 4          | 35         | 27         | 45          | 4           | —           | —             | —             | —             | —             | 6             | —             | 10        | 33        | 5         | 42          | 36          | 7           | —           | 39           | 21           | —            | 208      | 37       |          |

| 2015–2016 | Естерсунд | Естерсунд | Естерсунд | Естерсунд | Естерсунд | Гохфільцен | Гохфільцен | Гохфільцен | Поклюка | Поклюка | Поклюка | Рупольдінг | Рупольдінг | Рупольдінг | Рупольдінг | Рупольдінг | Рупольдінг | Антерсельва | Антерсельва | Антерсельва | Канмор | Канмор | Канмор | Канмор | Преск-Айл | Преск-Айл | Преск-Айл | ЧС Гольменколен | ЧС Гольменколен | ЧС Гольменколен | ЧС Гольменколен | ЧС Гольменколен | ЧС Гольменколен | Ханти-Мансійськ | Ханти-Мансійськ | Ханти-Мансійськ | Підсумки | Підсумки | Підсумки |
| 2015–2016 | ОЗМ       | ЗМ        | Інд       | Спр       | Пр        | Спр        | Пр         | Ест        | Спр     | Пр      | МС      | Спр        | Пр         | МС         | Інд        | Ест        | МС         | Спр         | Пр          | Ест         | Спр    | МС     | ОЗМ    | ЗМ     | Спр       | Пр        | Ест       | ЗМ              | Спр             | Пр              | Інд             | Ест             | МС              | Спр             | Пр              | МС              | Очок     | Місце    |          |
| 2015–2016 | —         | 11        | 20        | 50        | 44        | 56         | 38         | 9          | 77      | —       | —       | —          | —          | —          | —          | —          | —          | 32          | 36          | 12          | 17     | 12     | —      | 11     | 16        | 9         | 7         | —               | 22              | 32              | —               | —               | —               | —               | —               | Відм            | 175      | 42       |          |

| 2014–2015 | Остерсунд | Остерсунд | Остерсунд | Остерсунд | Гохфільцен | Гохфільцен | Гохфільцен | Поклюка | Поклюка | Поклюка | Обергоф | Обергоф | Обергоф | Рупольдінг | Рупольдінг | Рупольдінг | Антерсельва | Антерсельва | Антерсельва | Нове Место | Нове Место | Нове Место | Гольменколен | Гольменколен | Гольменколен | ЧС Контіолахті | ЧС Контіолахті | ЧС Контіолахті | ЧС Контіолахті | ЧС Контіолахті | ЧС Контіолахті | Ханти-Мансійськ | Ханти-Мансійськ | Ханти-Мансійськ | Підсумки | Підсумки | Підсумки |
| 2014–2015 | ЗМ        | Інд       | Спр       | Пр        | Спр        | Ест        | Пр         | Спр     | Пр      | МС      | Ест     | Спр     | МС      | Ест        | Спр        | МС         | Спр         | Пр          | Ест         | ЗМ         | Спр        | Пр         | Інд          | Спр          | Ест          | ЗМ             | Спр            | Пр             | Інд            | Ест            | МС             | Спр             | Пр              | МС              | Очок     | Місце    |          |
| 2014–2015 | —         | —         | 19        | 38        | 27         | 9          | 29         | 65      | —       | —       | 5       | —       | —       | —          | —          | —          | 22          | 26          | 7           | —          | 49         | 43         | 37           | 71           | —            | —              | 62             | —              | 34             | 9              | —              | 52              | 48              | —               | 96       | 53       |          |

| 2013–2014 | Остерсунд | Остерсунд | Остерсунд | Остерсунд | Гохфільцен | Гохфільцен | Гохфільцен | Аннесі | Аннесі | Аннесі | Обергоф | Обергоф | Обергоф | Рупольдінг | Рупольдінг | Рупольдінг | Антерсельва | Антерсельва | Антерсельва | ОІ Сочі | ОІ Сочі | ОІ Сочі | ОІ Сочі | ОІ Сочі | ОІ Сочі | Поклюка | Поклюка | Поклюка | Контіолахті | Контіолахті | Контіолахті | Гольменколен | Гольменколен | Гольменколен | Підсумки | Підсумки | Підсумки |
| 2013–2014 | ЗМ        | Інд       | Спр       | Пр        | Спр        | Ест        | Пр         | Ест    | Спр    | Пр     | Спр     | Пр      | МС      | Ест        | Інд        | Пр         | Спр         | Пр          | Ест         | Спр     | Пр      | Інд     | МС      | ЗМ      | Ест     | Спр     | Пр      | МС      | Спр         | Спр         | Пр          | Спр          | Пр           | МС           | Очок     | Місце    |          |
| 2013–2014 | —         | 88        | 36        | відм      | 91         | —          | —          | 34     | 53     | —      | 5       | 32      | 28      | 11         | 69         | —          | —           | —           | —           | 32      | 44      | 81      | —       | —       | 9       | 39      | 49      | —       | 71          | 49          | 46          | 54           | 44           | —            | 76       | 55       |          |

| 2012–2013 | Остерсунд | Остерсунд | Остерсунд | Остерсунд | Гохфільцен | Гохфільцен | Гохфільцен | Поклюка | Поклюка | Поклюка | Обергоф | Обергоф | Обергоф | Рупольдінг | Рупольдінг | Рупольдінг | Антхольц | Антхольц | Антхольц | ЧС Нове Место | ЧС Нове Место | ЧС Нове Место | ЧС Нове Место | ЧС Нове Место | ЧС Нове Место | Гольменколен | Гольменколен | Гольменколен | Сочі | Сочі | Сочі | Ханти-Мансійськ | Ханти-Мансійськ | Ханти-Мансійськ | Підсумки | Підсумки | Підсумки |
| 2012–2013 | ЗМ        | Інд       | Спр       | Пр        | Спр        | Пр         | Ест        | Спр     | Пр      | МС      | Ест     | Спр     | Пр      | Ест        | Спр        | МС         | Спр      | Пр       | Ест      | ЗМ            | Спр           | Пр            | Інд           | Ест           | МС            | Спр          | Пр           | МС           | Інд  | Спр  | Ест  | Спр             | Пр              | МС              | Очок     | Місце    |          |
| 2012–2013 | —         | 22        | 44        | 46        | 38         | 46         | 10         | 19      | 40      | —       | 4       | 46      | 47      | 7          | —          | —          | —        | —        | —        | —             | 42            | 36            | 47            | 14            | —             | —            | —            | —            | —    | 73   | 12   | 18              | 33              | —               | 81       | 58       |          |

| 2011–2012 | Остерсунд | Остерсунд | Остерсунд | Гохфільцен | Гохфільцен | Гохфільцен | Гохфільцен | Гохфільцен | Гохфільцен | Обергоф | Обергоф | Обергоф | Нове Место | Нове Место | Нове Место | Антерсельва | Антерсельва | Антерсельва | Холменколен | Холменколен | Холменколен | Контіолахті | Контіолахті | Контіолахті | ЧС Рупольдінг | ЧС Рупольдінг | ЧС Рупольдінг | ЧС Рупольдінг | ЧС Рупольдінг | ЧС Рупольдінг | Ханти-Мансійськ | Ханти-Мансійськ | Ханти-Мансійськ | Підсумки | Підсумки | Підсумки |
| 2011–2012 | Інд       | Спр       | Пр        | Спр        | Пр         | Ест        | Спр        | Пр         | ЗМ         | Ест     | Спр     | МС      | Інд        | Спр        | Пр         | Спр         | Ест         | МС          | Спр         | Пр          | МС          | ЗМ          | Спр         | Пр          | ЗМ            | Спр           | Пр            | Інд           | МС            | Ест           | Спр             | Пр              | МС              | Очок     | Місце    |          |
| 2011–2012 | 80        | —         | —         | —          | —          | —          | —          | —          | —          | 10      | 18      | 27      | 27         | 26         | 36         | 20          | —           | 8           | —           | —           | —           | —           | —           | —           | —             | 35            | 44            | 24            | 8             | —             | 24              | 39              | —               | 134      | 46       |          |

| 2010–2011 | Остерсунд | Остерсунд | Остерсунд | Гохфільцен | Гохфільцен | Гохфільцен | Поклюка | Поклюка | Поклюка | Обергоф | Обергоф | Обергоф | Рупольдінг | Рупольдінг | Рупольдінг | Анхтольц | Анхтольц | Анхтольц | Преск-Айл | Преск-Айл | Преск-Айл | Форт-Кент | Форт-Кент | Форт-Кент | ЧС Ханти-Мансійськ | ЧС Ханти-Мансійськ | ЧС Ханти-Мансійськ | ЧС Ханти-Мансійськ | ЧС Ханти-Мансійськ | ЧС Ханти-Мансійськ | Холменколен | Холменколен | Холменколен | Підсумки | Підсумки | Підсумки |
| 2010–2011 | Інд       | Спр       | Пр        | Спр        | Ест        | Пр         | Інд     | Спр     | ЗМ      | Ест     | Спр     | МС      | Інд        | Спр        | Пр         | Спр      | Ест      | МС       | Спр       | ЗМ        | Пр        | Спр       | Пр        | МС        | ЗМ                 | Спр                | Пр                 | Інд                | МС                 | Ест                | Спр         | Пр          | МС          | Очок     | Місце    |          |
| 2010–2011 | —         | —         | —         | —          | —          | —          | —       | —       | —       | —       | —       | —       | 41         | 47         | 53         | —        | —        | —        | —         | —         | —         | —         | —         | —         | —                  | —                  | —                  | 25                 | —                  | —                  | 15          | 42          | —           | 42       | 74       |          |

| 2009–2010 | Остерсунд | Остерсунд | Остерсунд | Гохфільцен | Гохфільцен | Гохфільцен | Поклюка | Поклюка | Поклюка | Обергоф | Обергоф | Обергоф | Рупольдінг | Рупольдінг | Рупольдінг | Антхольц | Антхольц | Антхольц | ОІ Ванкувер | ОІ Ванкувер | ОІ Ванкувер | ОІ Ванкувер | ОІ Ванкувер | Контіолахті | Контіолахті | Контіолахті | Холменколен | Холменколен | Холменколен | Ханти-Мансійськ | Ханти-Мансійськ | Ханти-Мансійськ | Підсумки | Підсумки |
| 2009–2010 | Інд       | Спр       | Ест       | Спр        | Пр         | Ест        | Інд     | Спр     | Пр      | Ест     | Спр     | МС      | Ест        | Спр        | МС         | Інд      | Спр      | Пр       | Спр         | Пр          | Інд         | МС          | Ест         | ЗМ          | Сп          | Пр          | Спр         | Пр          | МС          | Спр             | Мс              | ЗМ              | Очок     | Місце    |
| 2009–2010 | —         | —         | —         | —          | —          | —          | —       | —       | —       | —       | —       | —       | 41         | —          | 12         | —        | —        | —        | —           | —           | —           | —           | —           | —           | —           | —           | —           | —           | —           | —               | —               | —               | 0        | —        |

| У табліці відображені місця, зайняті спортсменом у гонках впродовж біатлонного сезону. Інд — індивідуальна гонка Пр — гонка переслідування Спр — спринт МС — масстарт Ест — естафета ЗМ — змішана естафета |

### Подіуми на етапах IBU
| Сезон   | Місце проведення     | Змагання                  | Результат |
| ------- | -------------------- | ------------------------- | --------- |
| 2010–11 | Валь-Мартелль Італія | Спринт                    | 3         |
| 2015–16 | Ріднау, Італія       | Змішана естафета          | 1         |
| 2017-18 | Обертілах, Австрія   | Одиночна змішана естафета | 3         |